# Fay Lemport
Fay Lemport (nacida c. 1901) fue una actriz estadounidense conocida por su papel en Daddy-Long-Legs (1919). Apareció en tres películas entre 1919 y 1920.
Un artículo de 1919 decía que había recibido 39 propuestas de matrimonio en un mes. Después de recibir tantas propuestas se refugió brevemente en el estudio del psicoanálisis.

## Filmografía seleccionada
- The Heart of Youth (1919)[4]
- Daddy-Long-Legs (1919)[5][6]
- Save Me, Sadie (1920) (cortometraje)
- Huckleberry Finn (1920)[7]